# Cornworthy
Cornworthy – wieś w Anglii, w hrabstwie Devon, w dystrykcie South Hams.